# Ernst Netuka
Ernst Johann Marcell Netuka (1927-18. februar 1995) var en dansk-østrigsk fodboldtræner. Han var træner i bl.a. Vejle Boldklub, Esbjerg fB, Randers Freja og Kolding IF. I 1967 var han sammen med Erik Hansen landstræner for Danmarks fodboldlandshold i 8 A-landskampe. Han blev kåret til Årets Træner i Danmark i 1981 og 1985.
I alt trænede han 10 danske klubber: AIA, Vejle BK, Hvidovre IF, Esbjerg fB, AB, Hvidovre IF (2. gang), Horsens fS, Vejle BK (2. gang), Hvidovre IF (3. gang), Kolding IF, Randers Freja, Aabenraa BK og Vejen SF. Som fodboldtræner i de danske divisionsklubber var Ernst Netuka en flittig gæst til træning i ungdomsafdelingerne, hvor de yngste spillere fik råd og vejledning og naturligvis blev ekstra motiverede.
Ernst Netuka var blot 18 år, da han i 1945 flygtede fra de sovjetiske styrkers invasion af Wien. Han bosatte sig i første omgang i Leicester, England. I 1958 kom Ernst Netuka første gang til Danmark og var i fire sæsoner træner for den århusianske klub AIA. I 1965 førte han Vejle BK til en andenplads i 1. division, og året efter gjorde han Hvidovre IF til danske mestre. 
DBU udnævnte i 1967 Ernst Netuka til landstræner for Danmarks fodboldlandshold sammen med Erik Hansen. Ansættelsen varede dog kun et år, samtidig med at Netuka var træner for Hvidovre.  I efteråret 1967 deltog Hvidovre IF i Mesterholdenes Europa Cup og slog overraskende de schweiziske mestre FC Basel ud i 1. runde. I næste runde spillede Hvidovre IF 2-2 i Københavns Idrætspark mod Real Madrid, men tabte returkampen 1-4.
Han var tæt på at vinde endnu et mesterskab med Hvidovre IF i 1970, da klubben lå nummer et før sidste spilledag, men måtte nøjes med bronzemedaljer. I 1971 blev Hvidovre nummer 2 i 1. division. I 1974 vendte Ernst Netuka med stor succes tilbage til Vejle BK, som han stod i spidsen for, da klubben vandt sølvmedaljer i 1974, samt Pokalturneringen i 1975.
Ernst Netuka var også manden bag adskillige oprykninger. I 1960 rykkede han med AIA op i 1. division. I 1978 førte han Hvidovre IF op i 1. division. I 1981 havde han i løbet af tre sæsoner ført Kolding IF fra 3. division til 1. division, og han gentog kunststykket med Randers Freja i 1985. Randers Freja rykkede ned efter en sæson, men vendte under Netuka tilbage igen i 1987.

## Titler
- Danmarksmesterskabet
  - Vinder (1): 1966.
  - Sølv (3): 1965, 1971, 1974.
  - Bronze (1): 1970.
- Pokalturneringen:
  - Vinder (1): 1974–75.
- Årets træner:
  - Vinder (2): 1981, 1985.